# Печенкін Станіслав В'ячеславович
Станіслав В'ячеславович Печенкін (нар. 2 березня 1988) — український та російський футболіст, півзахисник фейкового кримського клубу «ТСК-Таврія».

## Клубна кар'єра
Вихованець УОР (Сімферополь), у футболці якого виступав у юнацькому чемпіонаті України (ДЮФЛ). Першою дорослою командою футболіста стала в 2007 році «Кримтеплиця» з Молодіжного. Перші декілька років Печенкін з'являвся на полі рідко, виходячи лише на останні декілька хвилин. З весни 2010 року став гравцем основного складу кримчан. У червні 2011 року перейшов у «Говерлу», яка на той час виступала в першій лізі. З цією командою завоював право підвищитися в класі, і в першому турі сезону 2012/13 дебютував у Прем'єр-лізі. Станіслав вийшов у стартовому складі й був замінений на 76 хвилині на Александра Тришовича. У квітні наступного року під час одного з тренувань ужгородців футболіст отримав травму — перелом щиколотки, після чого оголосили, що в поточному сезоні півзахисник більше не зіграє. 24 липня 2013 року перейшов у першоліговий краматорський «Авангард», в якому виступав до завершення сезону 2013/14 років.
У 2014 році грав за кримський аматорський колектив «Спартак-КТ», на ступного року захищав кольори російського аматорського клубу «Анапа». Влітку 2015 року приєднався до фейкового кримського клубу ТСК.

## Кар'єра в збірній
У 2007 році провів 2 поєдинки у футболці юнацької збірної України (U-19).

## Досягнення
«Говерла»
- Перша ліга України
  -  Чемпіон (1): 2012